# 62 г. пр.н.е.
62 (шестдесет и втора) година преди новата ера (пр.н.е.) е година от доюлианския (Помпилийски) римски календар.

## Събития

### В Римската република
- Консули на Римската република са Децим Юний Силан и Луций Лициний Мурена.
- Преторът Юлий Цезар предлага ръководството на строителните работи по храма на Юпитер Капитолийски да бъде отнето от Квинт Лутаций Катул, когото обвинява в присвояване на публични средства, и поверено на Гней Помпей. Сенатът не приема предложението.[1]
- Войските на конспиратора Луций Сергий Катилина са разбити от легионите на Гай Антоний Хибрида.[1]
- 3 или 4 декември – на церемония по случай празника на Бона Деа ръководена от Помпея (съпруга на Юлий Цезар, който е понтифекс максимус) се промъква облеченият в женски дрехи неин обожател Публий Клодий Пулхер (на церемонията мъже не са допускани), който е скоро разкрит и принуден да бяга. Избухналият скандал води до развод на Цезар с жена му и до специално разследване и съдебен процес срещу Клодий.

## Починали
- Луций Сергий Катилина, римски политик (роден 108 г. пр.н.е.)
- Квинт Росций Гал, римски артист (роден ок. 126 г. пр.н.е.)